# Bjørn Cook
Bjørn Francis Cook (ur. 11 kwietnia 1917 w Trondheim, zm. 30 września 2003 w Oslo) – norweski zapaśnik walczący w stylu klasycznym. Olimpijczyk z Londynu 1948, gdzie odpadł w trzeciej rundzie w wadze półśredniej do 73 kg.
Zajął czwarte miejsce na mistrzostwach świata w 1950 roku.

## Letnie Igrzyska Olimpijskie 1948
| Konkurencja                     | Walki                   | Walki                   | Walki                 | Klas. końcowa |
| Konkurencja                     | Pierwsza runda          | Druga runda             | Trzecia runda         | Miejsce       |
| ------------------------------- | ----------------------- | ----------------------- | --------------------- | ------------- |
| styl klasyczny, waga półśrednia | Luigi Rigamonti (ITA) W | Veikko Männikkö (FIN) W | Henrik Hansen (DEN) P | trzecia runda |